# Pinus brutia
Pinus brutia là một loài thực vật hạt trần trong họ Thông. Loài này được Ten. miêu tả khoa học đầu tiên năm 1811. 
Phạm vi phân bố ở Thổ Nhĩ Kỳ, nhưng nó cũng mở rộng đến quần đảo Aegea của Hy Lạp, bán đảo Krym, Iran, Gruzia, Azerbaijan, miền bắc Iraq, phía tây Syria, Israel, Liban, và Síp. 